# Enicospilus breviterebrus
Enicospilus breviterebrus là một loài tò vò trong họ Ichneumonidae.